# ブラック・オーダー
ブラック・オーダー（Black Order）は、マーベル・コミックが出版するアメリカン・コミックに登場するスーパーヴィランチームである。サノスに仕える様々な超自然的能力を持つ異星人集団であり、2013年9月に『ニューアベンジャーズ』のカメオ出演を経て、『インフィニティ』で本格的に登場した。
メンバーは、ブラック・ドワーフ、コーヴァス・グレイヴ、エボニー・マウ、プロキシマ・ミッドナイト、スーパージャイアントから構成され、後にブラック・スワンも加わる。

## 経歴

### サノス版
“ブラック・オーダー”はサノスに仕える冷酷な異星人集団である。彼らはサノスが貢ぎ物を要求する世界を略奪する手助けをする。コーヴァス・グレイヴは新たな世界を破壊しようと目論むと、標的にした地球へ“アウトライダー”1体を送り込んだ。
ブラック・オーダーもまた、“イルミナティ”が所有する“インフィニティ・ジェム”を求めて地球に到着し、程度の差こそあれイルミナティのメンバーを標的にすると、ストーンを探す途中でエボニー・マウはサノスの息子セインを見つけた。
“アベンジャーズ”との戦いでブラック・ドワーフとスーパージャイアントが倒され、マウはサノスを裏切ってセインを解放。だがセインによってサノス、グレイヴ、プロキシマ・ミッドナイトは琥珀の結晶体に閉じ込め、生ける屍の状態にされた。
“トリスケリオン”に幽閉されているサノスの下を謎のマントを着た人物が訪ね、“アース1610”の“ムジョルニア”を手に入れる手助けをすると申し出た。その取引を受け入れたサノスは、確実に入手するため、サノスはアース1365のプロキシマ・ミッドナイトとブラック・スワンと共に新たなブラック・オーダーを結成。ミッドナイトらをタニリーア・ティヴァン/コレクターの船に派遣し、アース1610のムジョルニアを手に入れたが、ソーやベータ・レイ・ビルとの戦いで、ムジョルニアを奪還されてしまった。自身の力を示すためにブラックスワンとミッドナイトを殺してサノスの下に戻ったマントの人物は、ヘラであることを明かした。彼女はサノスに、“ヘル”の支配権を取り戻すために彼の助けが必要だと告げ、それと引き換えに彼が長い間求めていた死を与えると申し出た。そして2人はキスを交わした。
ガモーラがサノスを殺した後、ヘラとブラック・オーダーは“ノーウェア”を船として使い、ヘラがサノスを復活させるためにエロス/スターフォックスからサノスの遺体を盗み、アニヒラスから首を手に入れたブラック・オーダーはエロスの元へ向かったが、サノスの意識はエロス自身に宿っていることが明かされた。

### コーヴァス・グレイヴ版
マルチバースが再編され、サノスが行方不明になった際、コーヴァス・グレイヴは自身の帝国を作る計画の一環として新たなブラック・オーダーのを結成した。サノスが所有していた“ブラック・クワドラント”と呼ばれる月を利用し、グレイヴとブラック・オーダーはさまざまな惑星の征服を開始したが、サノスが戻ってくると、グレイヴはサノスに殺されることなく自決した。

### チャレンジャー版
『Avengers: No Surrender』において、ブラック・オーダーはマウとスワンを中心に再編され、グレイヴ、ミッドナイト、ドワーフが復活し、スーパー・ジャイアントは精神体投影として加入した。エン・ドゥイ・ガスト/グランドマスターによって結成されたエイリアン版“リーサル・レギオン”と戦い、地球を奪った。このブラック・オーダーは、グランドマスターの古くからのライバルであるチャレンジャーによって結成されたことが明らかにされた。アベンジャーズがコンテストに終止符を打つとブラック・オーダーは、惑星“アンガーガル”で再集結し、グランドマスターからある提案を持ちかけられる。

## メンバー

### サノス版（初期）
- ブラック・ドワーフ - 超強力、強化された密度、不浸透性の皮膚を持つ巨漢。ロナン・ジ・アキューザーに殺された[16]。しかし、後にチャレンジャーの手で復活した。
- コーヴァス・グレイヴ - サノスが最も寵愛する将軍[17]。ブラック・ドワーフを弟に、プロキシマ・ミッドナイトを妻に持つ。強化された体力、スピード、耐久力、持久力を有し、あらゆるものを切り裂き不死身にするブレード・パイクを使う[12]。
- エボニー・マウ - 天才的な知性の持ち主。理詰めを得意とし、テレポーテーション・デバイスとフォースフィールド・ジェネレーターを使いこなす。
- プロキシマ・ミッドナイト - 白兵戦の達人であり、超強靭な体力を持ち、傷害に強い。武器のランスは避けることのできない有毒な光線を放つ。ヘラに殺された[8]。
- スーパージャイアント - テレパシー能力を持つ超能力者。ロックジョーに殺された[18]。しかし、後にサイキック・エネルギー・ビーイングとして戻ってくる。

### コーヴァス・グレイヴ版
- コーヴァス・グレイヴ - リーダーだったが、前述のとおり自決した。
- カヴン - 無名の魔女3人組。グレイヴの死後にサノスと同盟を結んだ。

### サノス版（次期）
- サノス
- プロキシマ・ミッドナイト
- ブラック・スワン（アース1365）

### チャレンジャー版
- ブラック・ドワーフ
- ブラック・スワン
- コーヴァス・グレイヴ
- エボニー・マウ
- プロキシマ・ミッドナイト
- スーパージャイアント

## MCU版

### 概要
サノスの側近にして、「サノスの子」と名乗る4人衆。全員がサノスに絶対的な忠誠心を持っており、彼の目的のためならあらゆる犠牲を厭わない。“インフィニティ・ストーン”を見つける能力と、それについて莫大な知識をも有している。

### 『ホワット・イフ...?』版
ブラック・オーダー（アース21818）
アース21818におけるブラック・オーダー。正史の彼らと異なり、サノスではなくタニリーア・ティヴァン/コレクターに仕え、彼が支配する“ノーウェア”に存在する“コレクションルーム”の保安部隊を務めている。
ブラック・オーダー（アース89521）
アース89521におけるブラック・オーダー。正史の彼らと同様にサノスの部下である。

### メンバー
エボニー・マウ（Ebony Maw）
演 - トム・ヴォーン＝ローラー
日本語吹替 - いずみ尚
ブラック・オーダーの戦略家。強靭な肉体や武器は有していないが、科学の天才にして闇魔術師でもある。サノスに絶対的な忠誠心を持っており、自身に与えられた任務を必ず遂行しようと心掛けている反面、仰々しく敵対者を軽んじる言動が耳につく陰湿な性分で、ブラック・オーダーの中では唯一饒舌な老人である。
描写
『アベンジャーズ/インフィニティ・ウォー』
本作でMCU初登場。“タイム・ストーン”を求めてQシップでカルと共にニューヨークを襲撃してヒーローたちと戦い、ストーンを所有していたスティーヴン・ストレンジ/ドクター・ストレンジをQシップに拉致して拷問するが、船内に潜り込み、ピーター・パーカー/スパイダーマンの奇策を実行したトニー・スターク/アイアンマンによって宇宙空間へと放り出され、氷漬けとなり死亡する。
『アベンジャーズ/エンドゲーム』
本作では、2014年時の彼が登場する。ネビュラ（2014年時）が記憶ファイルの不調に苦しむとその原因究明にあたり、再生した未来のネビュラの記憶から彼女が“アベンジャーズ”に加勢し、“タイム泥棒”にあたっていることを知るとサノスに彼女は裏切り者と伝えて手にかけようとした。
だがサノスに引き止められ、その代わりにネビュラ（2014年時）が未来の彼女から取り上げた“ピム粒子”と“タイムスペースGPS”を研究・増産し、サノスや自身らの群勢を2023年にタイムトラベルさせることに成功。アベンジャーズたちとの最終決戦では、“ナノ・ガントレット”を運搬するティ・チャラ/ブラックパンサーを襲う場面もあったが、6つのストーンを得たトニーが“スナップ”を敢行した直後、サノスに駆け寄ろうとするも、消滅する。
『ホワット・イフ...?』
シーズン1
第2話
アース21818におけるマウが登場。カプセルに閉じ込めたティ・チャラ/スター・ロードを解剖するようティヴァンから命令を受け、その直前にカリーナと意見を違える様子を見せていたが、その隙を突かれて脱出したティ・チャラを闇魔術で拘束した。しかし、ティヴァンに反旗を翻すことを決めたカリーナに射殺される。
カル・オブシディアン（Cull Obsidian）
演 - テリー・ノタリー
サノスの用心棒を務める巨漢の戦士。冷血で暴力的、狩りと殺しの技術に長け、サノスが征服した土地において残虐な方法でその名が付けられたと言われている。他のブラック・オーダーのメンバーとは違い、知能は大して見受けらず、基本的に言葉を喋ることすらない。
描写
『アベンジャーズ/インフィニティ・ウォー』
本作でMCU初登場。タイム・ストーン回収のためマウと共にQシップでニューヨークに現れ、トニーやピーターを相手に猛威を振るうが、ウォンの魔術によって北極へと追いやられ左前腕を失う。“ワカンダ”の決戦では、武器に変形する義腕を付けた状態でもブルース・バナーが運用する“ハルクバスター マーク2”の左腕部をもぎ取るほどの力を見せるが、奮起したブルースにその左腕部を自分の片腕にはめ込まれ、戦地一体を覆うエネルギーシールドへ飛ばされて、シールドにぶつけられた衝撃とはめ込まれた左腕部の爆発に巻き込まれる。
『アベンジャーズ/エンドゲーム』
本作では、2014年時の彼が登場する。クライマックスの最終決戦時に、他のブラック・オーダーの面々と共に戦地に降り立ち、大乱闘が勃発するとドラックスやコーグ、さらにトニーに挑んだ。だがピーターの援護を受けたトニーに押されつつスコット・ラング/ジャイアントマンに踏み倒され、6つのストーンを得たトニーがスナップを敢行すると消滅する。
『ホワット・イフ...?』
シーズン1
第2話
アース21818におけるカルが登場。コーヴァスと共にノーウェアで騒ぎを起こしたサノスとコラスを見つけ、一度投獄された彼らが脱出して逃亡すると、サカアラン兵を率いて追うように指示する仕草を見せた。そして“サカアラン兵”を蹴散らしたサノスに対して、プロキシマと一進一退の接近戦を展開して追い詰め、彼を救いに現れたネビュラにも襲いかかるが、彼女に“エンバーズ・オブ・ジェネシス”を飲まされて、巨大な蔓が体内から生えて粉砕される。
プロキシマ・ミッドナイト（Proxima Midnight）
演 - キャリー・クーン
日本語吹替 - 鷄冠井美智子
ブラック・オーダー最強の紅一点の女戦士。こめかみから生えた一対の角が特徴で、行く先々で恐れられ、その槍で敵に速やかなる死をもたらす。極めて冷徹で残忍だが、夫のコーヴァスがアベンジャーズに傷つけられた際は、相手を恨む様子も見せた。
描写
『アベンジャーズ/インフィニティ・ウォー』
本作でMCU初登場。サノスからマインド・ストーンの回収を指示されており、コーヴァスと共にヴィジョンを襲撃しワンダ・マキシモフ/スカーレット・ウィッチと交戦するが、救援に来たスティーブ・ロジャース/キャプテン・アメリカたちに妨害され、負傷したコーヴァスと共に撤退。ワカンダでの決戦では、ナターシャ・ロマノフ/ブラック・ウィドウ、ワンダ、オコエと戦い、一進一退の攻防を繰り広げたものの、ワンダのテレキネシスで自ら起動させていたスラッシャーに投げ込まれて粉砕される。
『アベンジャーズ/エンドゲーム』
本作では、2014年時の彼女が登場する。クライマックスの最終決戦時に、他のブラック・オーダーの面々と共に戦地に降り立つも、大した見せ場は無く、トニーがスナップを敢行すると、コーヴァスの亡骸と共に消滅する。
『ホワット・イフ...?』
シーズン1
第2話
アース21818におけるプロキシマが登場。ショップの保安部長を務める。カリーナによってオーブの売人を装ってショップにやって来たネビュラとヨンドゥ・ウドンタへ紹介され、2人が持ち込んだ箱をスキャンし始めるが、コーヴァスに呼び出されると持ち場を離れて、箱の中に隠れていたティ・チャラの潜入を許してしまった。その代わりに、乱闘騒ぎを起こしていたサノスたち“ラヴェジャーズ”を一撃で制圧すると、彼らが囮作戦を展開していたことに気付き、ショップの閉鎖を命じて、ラヴェジャーズを投獄した。彼らが脱出して逃亡すると、ネビュラに攻撃しようとするが、妨害してきたサノスに標的を変えてカルと挑み、倒れたサノスへとどめを刺そうとした直前にネビュラに阻止され、再び逃亡し始めた彼女たちを追いかけようとしたところ、伸長した蔓に大きく突き飛ばされる。
コーヴァス・グレイヴ（Corvus Glaive）
演 - マイケル・ジェームズ・ショウ、フレッド・タタショア
日本語吹替 - 山岸治雄
サノスの副官を務めている戦士。抜け目のない知能を有し、不意打ちや侵入による騙し討ちを得意とする卑劣な性質の持ち主。
描写
『アベンジャーズ/インフィニティ・ウォー』
本作でMCU初登場。ステイツマンを襲撃した際に、単身で船内の“アスガルド人”のほとんどを手にかけた。マインド・ストーンの回収を目的に妻のプロキシマと共にスコットランドに現れ、ヴィジョンに重傷を与えるも、2人を救出しに来たスティーブたちの参戦で負傷し、プロキシマと共に撤退。ワカンダでの決戦では、再びマインド・ストーンを狙ってヴィジョンを襲撃し追い込むが、救援に来たスティーブとの戦闘に突入。スティーブにもとどめを刺す直前まで至ったものの、ヴィジョンに不意を突かれ、自身の槍斧で串刺しにされる皮肉な最期を遂げる。
『アベンジャーズ/エンドゲーム』
本作では、2014年時の彼が登場する。クライマックスの最終決戦時に、他のブラック・オーダーの面々と共に戦地に降り立ち、大乱闘の中サノスにネビュラ（2014年時）が応答しないことを報告したり、戦地への爆撃指示に我が軍まで巻き込まれると苦言を呈することもあったが、大した見せ場は無く、オコエに突き倒され、トニーがスナップを敢行すると、プロキシマに抱かれながら消滅する。
『ホワット・イフ...?』
シーズン1
第2話
アース21818におけるコーヴァスが登場。カルと共にノーウェアで騒ぎを起こしたサノスとコラスを見つけると、警報を鳴らしてプロキシマを呼び寄せ、ショップが閉鎖されるとティ・チャラとヨンドゥを投獄した。その後ティ・チャラを気絶させてティヴァンの前に差し出し、ネビュラと2人でラヴェジャーズを始末しようとするが、ヨンドゥたちを裏切ったふりをしていたネビュラに射殺される。

### 特殊能力・武装・ビークル
闇魔術。
マウが駆使する手振りで元素を操る魔術で、瓦礫や鉄筋を操って敵への攻撃・拘束に利用するほか、自身の身体を空中に浮かばせて直立不動のまま宙を移動する応用もできる。
斧
カルが愛用するチェーンつきの大斧。盾や鋏など複数の姿に変形し弾丸も発射できる。
プロキシマの武装
胴体には動き易さを重視した軽量のボディアーマーを、腕には通信機とブレードを搭載する接近戦用の頑丈な鎧を装着し、電撃を発する三又の槍や両刃の剣を操る
コーヴァスの武装
金色の装飾が施されたボディアーマーと、日光から肌を守るための耳当て付きフードに身を包み、金色の槍斧で敵を狩る。
Qシップ（Q-Ship）
“サンクチュアリΙΙ”に設置されているリング状の大型宇宙船。宇宙を光速に近い速度で航行できる機能とホバリング機能、自動操縦機能が備わっており、基本的に船体下部から照射される光線によって乗降りするが、外装に船内へ直接入ることが可能な出入り口もある。惑星の地表への自動パーキング機能は無い。外観に反せず、船内も広大な空間となっており、腕を挿し込む操縦桿が設置されている。サンクチュアリΙΙと同様に、長年サノスらに運用されていた様子である。
2018年には、マウとカルがタイム・ストーン回収任務時に乗船していたものと、プロキシマとコーヴァスがマインド・ストーン回収任務で時に乗船していたものの2隻が登場している。マウのものは、彼の死後にトニーたちを乗せたまま自動操縦で惑星“タイタン”へと向かい、そのまま墜落・大破。プロキシマとコーヴァスのものは、体勢を整えた後再び地球の大気圏へと戻り、ドロップシップをワカンダへと投下させる。
2014年には、当時のガモーラとネビュラも本船に搭乗して“コービン”に攻め込んでいた。
アウトライダー・ドロップシップ（Outrider Dropship）
Qシップに複数搭載された、“アウトライダーズ”専用の二等辺三角形型の巨大ポッド。船体が伸長することでドアが開く機能を持ち、船内にアウトライダーが多数控え、その出番を心待ちにしている。また、スラッシャーも搭載していると思われる。
2018年にはブラック・オーダーがマインド・ストーン奪取のために、大気圏外から5隻以上を投下させる形でワカンダに向けて発艦させ、最初の1隻はワカンダの首都の“ゴールデン・シティ”上空のエネルギーシールドに激突して爆発するが、残りの数隻は近くの森に落着し、後にアウトライダーズを解放する。サノスがワカンダに出現した際にはソーと“ドラゴン・フライヤー”の攻撃を受けていた。
2023年には、アベンジャーズ・コンパウンド跡地にサノスの召喚で現地に出現し、アウトライダーズを解放させたが、トニーのスナップによって全機消滅する。
スラッシャー（Thresher）
ドロップシップに搭載されていたと思しき大型マシン。見た目のとおり、地上を走破する巨大な回転ノコギリというべき意匠をしているが、有人操縦式か自動操縦式かの詳細は不明。ワカンダでの戦いで、ワンダの参戦を確認したプロキシマの指示で5隻分地底から出現し、アベンジャーズやワカンダ軍に猛威を振るって戦況を覆すと思われたが、ワンダのテレキネシスによってアウトライダーズの一掃や、プロキシマ打倒に利用されるという皮肉な結果となる。

## その他のメディア

### テレビアニメ
- 『アベンジャーズ・アッセンブル』：シーズン2代51わ 『新境地への挑戦』（原題：『New Frontiers』にて、原作コミックスのサノス版（初期）にあたるメンバー5名が揃って初登場した。日本語吹替は、田島章寛（グレイヴ）、きそひろこ（ミッドナイト）、祭田絵理（ジャイアント）、内野孝聡（ドワーフ）、佐瀬弘幸（マウ）がそれぞれ担当した。
- 『ガーディアンズ・オブ・ギャラクシー』

### ビデオゲーム
- 『Marvel Avengers Alliance』
- 『MARVEL オールスターバトル』
- 『MARVEL ストライクフォース』
- 『Marvel: Future Fight』
- 『LEGO マーベル スーパー・ヒーローズ 2 ザ・ゲーム』：追加コンテンツの一つである『アベンジャーズ:インフィニティ・ウォー』に登場する。
- 『MARVEL ULTIMATE ALLIANCE 3: The Black Order』：各キャラクターは、カリ・ウォールグレン（ミッドナイト）、デヴィッド・ケイ（グレイヴ）、ジェシー・バーチ（ドワーフ）、ヒンデン・ウォルチ（ジャイアント）、トッド・ハーバーコーン（マウ）が声をあてた。
- 『Marvel Snap』